# Chu Hữu Trinh
Chu Hữu Trinh (giản thể: 朱友贞; phồn thể: 朱友貞; bính âm: Zhū Yǒuzhēn, 20 tháng 10 năm 888–18 tháng 11 năm 923), sau đổi tên thành Chu Trấn (tiếng Trung: 朱瑱; bính âm: Zhū Zhèn), cũng gọi là Chu Hoàng (朱鍠) từ 913 đến 915, trong sử sách gọi là Hậu Lương Mạt Đế (後梁末帝), là hoàng đế thứ ba của triều Lương thời Ngũ Đại Thập Quốc trong lịch sử Trung Quốc. Năm 923, khi Hậu Đường Trang Tông Lý Tồn Úc đánh chiếm kinh thành Đại Lương của Hậu Lương, Hậu Lương Mạt Đế đã lệnh cho đô tướng Hoàng Phủ Lân giết chết mình, triều Hậu Lương diệt vong.

## Thân thế
Chu Hữu Trinh sinh năm 888 tại Biện châu (汴州, nay thuộc Khai Phong, Hà Nam) của Đại Đường, là con trai thứ tư của Chu Toàn Trung - khi đó đang là Tuyên Vũ tiết độ sứ (trị sở đặt tại Biện châu). Mẹ của Chu Hữu Trinh là Trương phu nhân, và ông là con đẻ duy nhất được ghi nhận của bà. Ông được mô tả là dung mạo tuấn tú, tính trầm hậu ít nói, và nhã hảo với nho sĩ. Năm Quang Hóa thứ 3 (900), ông nhậm chức Hà Nam phủ tham quân (thẩm quyền ở khu vực Lạc Dương, Hà Nam).

## Dưới thời Hậu Lương Thái Tổ
Năm 907, Chu Toàn Trung buộc Đường Ai Đế phải thiện nhượng cho mình, trở thành Hậu Lương Thái Tổ. Hậu Lương Thái Tổ phong vương cho các hoàng tử, Chu Hữu Trinh được phong là Quân vương. Khoảng thời gian này, Hậu Lương Thái Tổ vừa lập ra một đội cấm quân gọi là Thiên Hưng quân (天興軍), Thái Tổ đã bổ nhiệm Chu Hữu Trinh là tả Thiên Hưng quân sứ. Năm 910, Hậu Lương Thái Tổ ban cho Chu Hữu Trinh chức vụ 'kiểm giáo tư không', ngoài chức Thiên Hưng quân sứ, còn bổ nhiệm ông là Đông Kinh mã bộ quân đô chỉ huy sứ, ở tại Đại Lương tức Biện châu lúc trước.

## Dưới thời Chu Hữu Khuê
Năm 912, Hậu Lương Thái Tổ lâm bệnh nặng, song Thái Tổ lại yêu mến con nuôi là Bác vương Chu Hữu Văn nhất. Khi nghĩ mình sắp chết, Hậu Lương Thái Tổ đã phái Vương thị (vợ của Chu Hữu Văn) đến Đại Lương để triệu Chu Hữu Văn hồi kinh. Điều này đã khiến hoàng tử thứ 3 là Dĩnh vương Chu Hữu Khuê tức giận và lo sợ, đặc biệt là khi Hậu Lương đồng thời cũng bổ nhiệm Chu Hữu Khuê làm thứ sử Lai châu (萊州, nay thuộc Yên Đài, Sơn Đông). Chu Hữu Khuê vì thế đã tiến vào hoàng cung và sát hại vua cha, sau đó giữ bí mật về việc hoàng đế băng hà và phái hoạn quan Đinh Chiêu Phổ (丁昭溥) đem thánh chỉ giả nhân danh Thái Tổ lệnh cho Chu Hữu Trinh giết Chu Hữu Văn. Sau khi Chu Hữu Trinh làm theo thánh chỉ [giả], Chu Hữu Khuê tuyên bố Thái Tổ qua đời, đổ tội giết vua cho Chu Hữu Văn. Sau khi tức vị, Chu Hữu Khuê bổ nhiệm Chu Hữu Trinh là Khai Phong doãn, Đông Đô lưu thủ.
Tuy nhiên, Chu Hữu Khuê nhanh chóng khiến quần thần bất mãn do các hành động phù phiếm của mình. Hơn nữa, tin đồn rằng chính Hữu Khuê mới là người giết chết Thái Tổ lan truyền trong quân đội. Không lâu sau đó, phò mã của Thái Tổ là Triệu Nham và Viên Tượng Tiên đã bí mật lập mưu lật đổ Chu Hữu Khuê. Triệu Nham báo việc này cho Chu Hữu Trinh, Chu Hữu Trinh đồng ý tham gia vào âm mưu, ông còn phái thuộc hạ thân cận của mình là Mã Thận Giao (馬慎交) đến Thiên Hùng (天雄, trị sở nay thuộc Hàm Đan, Hà Bắc) để thuyết phục Thiên Hùng tiết độ sứ Dương Sư Hậu cùng tham gia chính biến, Dương Sư Hậu chấp thuận. Chu Hữu Trinh còn thuyết phục các binh sĩ Long Tương quân (龍驤軍) tinh nhuệ khi đó đang ở Đại Lương cũng cùng tham gia vào âm mưu, sau đó chuẩn bị nổi dậy và tiến công kinh đô Lạc Dương. Tuy nhiên, trước khi Chu Hữu Trinh phát động tiến công, Viên Tượng Viên và Triệu Nham đã nổi dậy tại Lạc Dương và giết chết Chu Hữu Khuê. Sau đó, họ đề xuất trao hoàng vị cho Chu Hữu Trinh, Chu Hữu Trinh chấp thuận song cho dời đô đến Đại Lương và tức vị tại đó.

## Trị vì

### Thời kỳ đầu
Sau khi tức vị, Chu Hữu Trinh đổi tên thành Chu Hoàng, rồi Chu Trấn. Ông đã chiêu hàng được tướng Chu Hữu Khiên [trước đó, vị tướng này khi hay tin Thái Tổ bị ám sát thì đã đem Hộ Quốc (護國, trị sở nay thuộc Vận Thành, Sơn Tây) đầu hàng Tấn].
Tuy nhiên, việc Chu Hữu Khiên quy phục đã không giảm bớt mối đe dọa từ Tấn, thế lực mà Hậu Lương Thái Tổ đã rất quan ngại trước khi qua đời. Chu Trấn cũng phải chống lại hai nước kình địch khác là Kỳ (thủ đô nay thuộc Phượng Tường, Thiểm Tây) và Ngô (thủ đô nay thuộc Dương Châu, Giang Tô). 
Chu Trấn bổ nhiệm Lưu Nham ở Quảng Châu làm tiết độ sứ của Thanh Hải quân và Kiến Vũ quân, phong tước Nam Bình vương cho Lưu Nham.
Năm 914, Chu Trấn sai tướng Khang Hoài Anh (康懷英) đến đóng quân tại Vĩnh Bình quân (永平, trị sở nay thuộc Tây An, Thiểm Tây), để chống Kỳ. Trong khi đó, Chu Trấn bổ nhiệm em trai là Phúc vương Chu Hữu Chương (朱友璋) làm Vũ Ninh tiết độ sứ (武寧, trị sở nay thuộc Từ Châu, Giang Tô), thay thế tiết độ sứ Vương Ân (王殷) do Chu Hữu Khuê bổ nhiệm. Vương Ân lo sợ và đã đầu hàng Ngô. Chu Trấn phái các tướng Ngưu Tồn Tiết và Lưu Tầm đi đánh Vũ Ninh, quân Hậu Lương đã đẩy lui quân Ngô của Chu Cẩn, chiếm được trị sở Từ châu của Vũ Ninh. Vương Ân tự sát.
Năm 915, Dương Sư Hậu qua đời. Do Chu Trấn từ lâu đã lo ngại về binh quyền của Dương Sư Hậu, nên mặc dù bề ngoài tỏ vẻ thương tiếc song thực tế là hài lòng. Triệu Nham và Thiệu Tán (邵贊) đã đề nghị hãy nhân cơ hội này làm suy yếu Thiên Hùng quân, nguyên là một quân cát cứ và khó kiểm soát. Chu Trấn chấp thuận, và lệnh cho Thiên Hùng quân chia làm hai quân, ba trong số sáu châu của Thiên Hùng quân được tách ra để hình thành Chiêu Đức quân (昭德, trị sở đặt tại Tương châu (相州), nay thuộc Hàm Đan). Các binh sĩ Thiên Hùng bất mãn vì việc phân chia này nên đã tiến hành binh biến dưới sự lãnh đạo của Trương Ngạn (張彥), giữ tiết độ sứ Hạ Đức Luân (賀德倫) do triều đình Hậu Lương phái đến làm con tin. Chu Trấn phái một hoạn quan là Hỗ Dị (扈異) đi vỗ về các binh sĩ Thiên Hùng, song không chấp thuận yêu sách hủy bỏ phân chia Thiên Hùng của Trương Ngạn. Do đó, Trương Ngạn đã quyết định dâng Thiên Hùng quân cho Tấn, Lý Tồn Úc tiến đến Thiên Hùng và nắm quyền kiểm soát quân này. Quân Tấn sau đó liên tục chiến thắng quân Hậu Lương, hai cuộc tập kích của Hậu Lương vào quốc đô Thái Nguyên của Tấn cũng bị đẩy lui. 
Năm 916 Thanh Hải-Kiến Vũ tiết độ sứ kiêm Trung thư lệnh Lưu Nham không hài lòng trước việc chỉ được Chu Trấn phong tước Nam Bình vương, trong khi Tiền Lưu được phong làm Ngô Việt quốc vương. Do vậy, Lưu Nham dâng biểu cầu được phong tước Nam Việt vương, thăng làm đô thống. Khi Chu Trấn từ chối, Lưu Nham nói với quan lại dưới quyền: 
Nay Trung Quốc phân tranh, ai là Thiên tử?. Sao ta có thể [khiển sứ] leo trèo, đi thuyền hàng vạn lý để tôn thờ ngụy đình?.
Sau đó, Lưu Nham chấm dứt việc gửi cống phẩm và sứ giả đến triều đình Hậu Lương.
Vào mùa thu năm 916, gần như toàn bộ lãnh thổ ở bờ bắc Hoàng Hà đã rơi vào tay Tấn. Sĩ khí quân Hậu Lương càng thêm suy sụp khi tại Đại Lương, Lý Bá (李霸) đã lãnh đạo một cuộc binh biến chống lại Chu Trấn, Chu Trấn đích thân dẫn quân trấn thủ cổng hoàng cung, song bộ tướng Vương Yến Cầu sau đó đã dập tắt cuộc binh biến.
Trong chiến dịch, vợ của Chu Hữu Trinh là Trương đức phi đã qua đời. Chu Hữu Trinh từng muốn lập bà làm hoàng hậu, song bà liên tục từ chối do ông chưa tiến hành tế tự thiên địa theo đúng nghi thức. Khang vương Chu Hữu Kính (朱友敬) có dã tâm muốn thay thế Chu Hữu Trinh làm hoàng đế, vì thế đã cố nhân dịp tổ chức tang lễ cho Trương đức phi để ám sát Chu Trấn. Tuy nhiên, Chu Trấn đã kịp biết được âm mưu này và sau khi chạy trốn, ông đã lệnh cho cấm quân giết chết quân phục kích, sau đó xử tử Chu Hữu Kính. Sau sự kiện này, Chu Hữu Trinh chỉ còn tin tưởng Triệu Nham, cũng như những ngoại thích bên đằng Trương đức phi là Trương Hán Đỉnh (張漢鼎), Trương Hán Kiệt (張漢傑), Trương Hán Luân (張漢倫) và Trương Hán Dung (張漢融). Ông chỉ nghe lời năm người này, bỏ ngoài tai lời của những người khác, bao gồm cả Kính Tường và Lý Chân- những người từng rất được Thái Tổ tin cậy.
Cũng vào năm 917, sau một thời gian từ chối báo cáo về Đại Lương sau khi thất bại dưới tay Lý Tồn Úc, Lưu Tầm cuối cùng đã đến Đại Lương yết kiến Chu Hữu Trinh. Chu Hữu Trinh bãi chức thống soái quân sĩ chống Tấn của Lý Tầm, cho Hạ Côi thay thế. Hạ Cô là người đã có công ngăn chặn một cuộc binh biến tại Khánh châu (慶州, nay thuộc Khánh Dương, Cam Túc) vào năm 916. Cũng trong năm đó, theo đề xuất của Triệu Nham, Chu Hữu Trinh chuẩn bị đại lễ tế trời đất tại Lạc Dương, rời khỏi Đại Lương bất chấp lời khuyên can của Kính Tường. Tuy nhiên, sau khi Chu Hữu Trinh rời khỏi Đại Lương, quân Tấn đã tiến công và chiếm được Dương Lưu (楊劉, nay thuộc Liêu Thành, Sơn Đông), ở bờ nam Hoàng Hà. Khi tin tức Dương Lưu thất thủ truyền đến Lạc Dương, nó đã khiến cho các quan lại sửng sốt, và xuất hiện các tin đồn rằng Tấn tiếp tục chiếm Đại Lương. Chu Hữu Trinh hoảng loạn và đã quyết định hoãn buổi lễ và trở về Đại Lương để dập tắt các tin đồn. Sau sự kiện này, Kính Tường đã dâng biểu nói về mối quan tâm trong cuộc chiến với Tấn ở phía bắc, và đề xuất trao binh quyền cho mình; Chu Hữu Trinh nghe theo lời của Triệu Nham và bốn vị ngoại thích nên đã từ chối đề nghị của Kính Tường.
Vào mùa thu tháng 9 năm 917, Lưu Nham lên ngôi hoàng đế ở Phiêng Ngung, đặt quốc hiệu là "Đại Việt", tách khỏi nhà Hậu Lương. Lưu Nham bổ nhiệm sứ giả Hậu Lương Triệu Quang Duệ làm Binh bộ thượng thư, tiết độ phó sứ; bổ nhiệm Tiết độ phán quan Lý Ân Hành làm Lễ bộ thị lang; bổ nhiệm Tiết độ phó sứ Dương Đỗng Tiềm làm Binh bộ thị lang; cả ba đều là Đồng bình chương sự.
Năm 918, Lý Tồn Úc tập hợp các tinh binh và quyết định phát động tổng tiến công Hậu Lương. Tháng 11 ÂL năm 918, Lưu Nham tế Nam Giao, cải quốc hiệu từ Đại Việt sang Đại Hán, quốc gia của ông ta do vậy được gọi là Nam Hán, bản thân ông ta được gọi là Nam Hán Cao Tổ.
Một thời gian ngắn sau tết năm 919, quân Tấn vượt sông Hoàng Hà và tiến về Đại Lương. Hạ Côi đã chặn quân Tấn tại Hồ Liễu pha (胡柳陂, nay thuộc Hà Trạch, Sơn Đông). Thoạt đầu, quân Hậu Lương đại thắng trước quân Tấn, song sau đó quân Tấn đã phản công và khiến quân Hậu Lương tổn hại nặng nề, cuộc chiến xét về tổng thể là hòa, có đến hai phần ba binh sĩ hai bên thương vong. Một thời gian sau đó, không bên nào dám tiến công đối phương, quân Hậu Lương được mô tả là đã tan rã hoàn toàn đến nỗi phải mất một tháng để tái tổ chức.
Cùng năm 919 Chu Trấn lệnh cho vua Tiền Lưu nước Ngô Việt tấn công vua Nam Hán Cao Tổ nước Nam Hán do Nam Hán Cao Tổ tự ý xưng đế, nhưng vua Tiền Lưu đã không có hành động quân sự nào chống lại Nam Hán.
Tĩnh Hải quân Tiết độ sứ là Khúc Thừa Mỹ chủ trương kết thân với nhà Hậu Lương ở Trung nguyên mà gây hấn với nước Nam Hán liền kề. Cũng trong năm 919, Khúc Thừa Mỹ sai sứ sang Biện Kinh xin tiết việt của nhà Hậu Lương. Chu Trấn bấy giờ bận đối phó với các nước lớn ở Trung nguyên nên ban tiết việt cho Khúc Thừa Mỹ và phong ông ta làm Tĩnh Hải quân Tiết độ sứ.
Được sự hậu thuẫn của Hậu Lương, Khúc Thừa Mỹ chủ quan cho rằng uy thế của nhà Hậu Lương rộng lớn ở Trung nguyên có thể kìm chế được Nam Hán nhỏ hơn ở Quảng Châu. Khúc Thừa Mỹ công khai gọi nước Nam Hán là "ngụy đình" (triều đình tiếm ngôi, không chính thống). Sử không chép rõ biểu hiện cụ thể của việc này ra sao, không rõ Khúc Thừa Mỹ tuyên bố việc này với sứ giả Nam Hán sang Tĩnh Hải quân hay theo như một tài liệu nói rằng ông ta sai sứ sang Nam Hán tỏ thái độ bất phục và gọi vua Nam Hán Cao Tổ là "ngụy đình".

### Thời kỳ cuối
Năm 920, Chu Trấn tức giận trước việc Chu Hữu Khiêm cho con là Chu Lệnh Đức (朱令德) cai quản Trung Vũ (忠武, trị sở nay thuộc Vị Nam, Thiểm Tây). Chu Hữu Khiêm thấy vậy đã nổi dậy, bỏ Hậu Lương và theo Tấn. Chu Trấn phái Lưu Tầm đi đánh Chu Hữu Khiêm, song Lưu Tầm bị tướng Tấn là Lý Tồn Thẩm và Lý Tự Chiêu đánh bại. Sau đó, Chu Trấn nghi ngờ rằng Lưu Tầm cố ý không đánh bại Chu Hữu Khiêm (do Tầm và Hữu Khiêm là thông gia), nên đã hạ độc giết Lưu Tầm.
Năm 921, một đồng minh lớn của Lý Tồn Úc là Triệu vương Vương Dung đã bị con nuôi là Trương Đức Minh ám sát. Trương Đức Minh đoạt quyền kiểm soát nước Triệu và đổi tên lại thành Trương Văn Lễ. Thoạt đầu, Trương Văn Lễ giả bộ tiếp tục quy phục Lý Tồn Úc, song lại lo sợ rằng Lý Tồn Úc sẽ có hành động chống lại mình, vì thế Trương Văn Lễ đã bí mật thượng lượng với Hậu Lương và Khiết Đan để chuẩn bị đánh Tấn. Kính Tường chỉ ra rằng đây là một cơ hội tốt để phản công chống Tấn, thuyết phục đưa quân cứu viện Trương Văn Lễ, song Triệu Nham và bốn vị ngoại thích lại chống đối vì cho rằng quân Hậu Lương cần bảo vệ lãnh thổ Hậu Lương. Chu Trấn rốt cuộc đã không cứu viện Trương Văn Lễ, Trương Văn Lễ sau đó qua đời và con là Trương Xử Cẩn kế nhiệm. Xử Cẩn tiếp tục kháng Tấn cho đến cuối năm 922 song thất bại. Lý Tồn Úc thôn tính lãnh thổ nước Triệu. Khi Tấn đánh Triệu, Bắc diện chiêu thảo sứ Đái Tư Viễn của Hậu Lương đã thừa cơ tiến công Vệ châu (衛州, nay thuộc Bộc Dương, Hà Nam) tập kích quân Tấn đồn trú, chiếm được châu này; Hậu Lương lại đứng chân trên bờ bắc Hoàng Hà, khôi phục sĩ khí chiến đấu.
Sau khi Lý Tự Chiêu tử chiến trong chiến dịch diệt Triệu vào năm 922, con ông là Lý Kế Thao đã tự ý đoạt lấy Chiêu Nghĩa quân (昭義, trị sở nay thuộc Trường Trị, Sơn Tây) do cha cai quản. Còn Lý Tồn Úc thì không muốn để tiến hành một chiến dịch chống Lý Kế Thao nên đã bổ nhiệm Lý Kế Thao là 'lưu hậu', đổi tên quân thành An Nghĩa do kiêng húy Lý Tự Chiêu. Tuy nhiên, vào mùa xuân năm 923, do lo sợ rằng Lý Tồn Úc ruốt cuộc cũng sẽ có hành động chống lại mình, Lý Kế Thao đã dâng quân hàng Hậu Lương. Chu Trấn bổ nhiệm Lý Kế Thao làm tiết độ sứ và đổi tên quân thành Khuông Nghĩa.
Ngay sau đó, Lý Tồn Úc xưng đế, lập ra nhà Hậu Đường, sau đó đã phái Lý Tự Nguyên xuất quân tập kích Thiên Bình quân (天平, trị sở nay thuộc Thái An, Sơn Đông) của Hậu Lươmg ở bờ nam Hoàng Hà, chiếm được phủ thành Vận châu (鄆州). Lo sợ và tức giận trước việc Vận châu thất thủ, Chu Hữu Trinh giáng chức Đái Tư Viễn và trao quyền cho Vương Ngạn Chương thống soái quân lĩnh chống Hậu Đường. Vương Ngạn Chương nhanh chóng tiến công và chiếm được thành biên giới Đức Thăng (德勝, nay thuộc Bộc Dương), mục đích là nhằm cắt đường tiếp tế cho Vận châu. Tuy nhiên, trong các trận chiến kế tiếp với Lý Tồn Úc, Vương Ngạn Chương đã không quyết đoán, ngoài ra ông còn mâu thuẫn với Triệu Nham và bốn vị ngoại thích. Năm người này do đó đã gièm pha Vương Ngạn Chương trước mặt Chu Hữu Trinh. Chu Hữu Trinh sau đó loại bỏ Vương Ngạn Chương và cho Đoàn Ngưng thay thế. Trong khi đó, Chu Hữu Trinh cũng cho phá đê Hoàng Hà tại Hoạt châu (滑州, nay thuộc An Dương, Hà Nam), khiến khu vực bị ngập lụt, mục đích là để cản trở quân Hậu Đường tiến sâu hơn nữa.
Khang Diên Hiếu sau đó đã đào ngũ sang Hậu Đường, tiết lộ kế hoạch tác chiến của Đoàn Ngưng cho hoàng đế Hậu Đường. Lý Tồn Úc đã quyết định tiến về Vân châu hợp binh với Lý Tự Nguyên, sau đó đánh bại quân Hậu Lương tại Trung Đô (中都, nay thuộc Tế Ninh, Sơn Đông), bắt được Vương Ngạn Chương và Trương Hán Kiệt, rồi tiến thẳng về Đại Lương đang không được phòng bị. Do quân của Đoàn Ngưng bị chặn lại ở bờ bắc Hoàng Hà và không thể về ứng cứu, Chu Hữu Trinh nhận thấy tình thế vô vọng. Vì thế, Chu Hữu Trinh đã lệnh cho đô tướng Hoàng Phủ Lân giết mình vào ngày Mậu Dần tháng 10 (18 tháng 11) năm 923; Hoàng Phủ Lân ra tay và sau đó cũng tự sát. Có sách ghi là Chu Hữu Trinh nhảy vào lửa mà chết. Nhà Hậu Lương đến đây thì bị diệt vong. Ngày Kỷ Mão (19 tháng 11) năm 923, quân Lý Tự Nguyên đến Đại Lương, đánh Phong Khâu môn, Vương Toản mở cổng thành đầu hàng, Lý Tự Nguyên tiến vào thành. Lý Tồn Úc cũng vào thành Đại Lương trong ngày, bá quan nghênh yết và bái phục thỉnh tội, Lý Tồn Úc úy lạo và phục vị cho họ.
Lý Tồn Úc lệnh cho Hà Nam doãn thu táng Chu Hữu Trinh, song giữ thủ cấp của Chu Hữu Trinh trong Thái Xã. Sau này, Hậu Tấn Cao Tổ Thạch Kính Đường cho phép thân thuộc và cựu quan lại thu táng thủ cấp của các "tội nhân" trong Thái Xã Hậu Đường. Tả vệ thượng tướng quân An Sùng Nguyễn thu táng thủ cấp của Chu Hữu Trinh.